# 南部に轟く太鼓
『南部に轟く太鼓』（なんぶにとどろくたいこ、原題：Drums in the Deep South）は、1951年に公開されたアメリカ映画。ウィリアム・キャメロン・メンジース監督作品。

## あらすじ
南北戦争末期。南軍のクレイは勇猛な戦いぶりで名高い。軍の上層部から魔の山と呼ばれる要衝を占拠するよう命令を受け、二十名の部下と大砲四門と共に出発。現場に接近するが辺りは既に北軍の手に落ちており、かつての恋人キャシーが住む屋敷も北軍の偵察基地として使われていた。魔の山の頂上に登るには洞窟の中を通らなければならず、クレイは密かにキャシーと接触して道案内をさせる。一行は少なからぬ犠牲を出しながらも頂上まで到達。北軍のシャーマン将軍が南下する際の補給を妨害する作戦であり、砲撃により北軍の鉄道を破壊することに成功。北軍は督励のためウィルを前線に派遣。実はウィルはクレイのかつての親友でキャシーのもう一人の恋人であり、キャシーは彼が北軍に所属したことをなじる。ウィルは動揺しながらも魔の山の爆破を計画。キャシーは自分がクレイ達を降伏させるとウィルに話し、ウィルは爆破を延期。キャシーにいくばくかの時間を与えるが、キャシーはクレイの部下に誤って撃たれる。瀕死の状態で陣地まで辿り着き、クレイに降伏するよう説得。クレイは降伏を決めるが、その時既に爆破予定時刻は過ぎていた。クレイ達が山を降りつつあるのを知らずウィルは爆破を決行した。

## キャスト
節出典：
- クレイ・クレイバーン少佐 - ジェームズ・クレイグ（英語版）
- キャシー・サマーズ - バーバラ・ペイトン
- ウィル・デニング少佐 - ガイ・マディソン
- マック・マクカードル軍曹 - バートン・マクレーン（英語版）
- ブラックストン・サマーズ太尉 - クレイグ・スティーブンス（英語版）
- アルバート・モンロー - テイラー・ホルムス（英語版）